# Perfect Days
Perfect Days – japońsko-niemiecki dramat filmowy z 2023 roku w reżyserii Wima Wendersa. Główną rolę sprzątacza toalet zagrał Kōji Yakusho. Zdjęcia kręcono w Tokio.
Obraz miał premierę 23 maja 2023 roku w konkursie głównym na 76. MFF w Cannes, gdzie zdobył Nagrodę Jury Ekumenicznego oraz nagrodę za najlepszą rolę męską dla Kōjiego Yakusho. Został nominowany do nagrody dla najlepszego filmu międzynarodowego podczas 96. ceremonii rozdania Oscarów, stając się pierwszym filmem niewyreżyserowanym przez japońskiego twórcę, który został oficjalnie zgłoszony jako film japoński.

## Zarys fabuły
Film opowiada o kilku dniach z życia Hirayamy, tokijskiego czyściciela toalet. Hirayama prowadzi spokojne życie, wypełnione pracą, pielęgnowaniem roślin, fotografowaniem, czytaniem książek i słuchaniem muzyki z kaset magnetofonowych. Codziennie przemierza Tokio, z dokładnością i oddaniem czyszcząc tamtejsze toalety, wspomagany przez zawodnego współpracownika, Takashiego.

## Obsada
- Kōji Yakusho – Hirayama
- Tokio Emoto – Takashi
- Arisa Nakano as Niko
- Aoi Yamada – Aya
- Yumi Asō – Keiko
- Sayuri Ishikawa – mama
- Tomokazu Miura – Tomoyama
- Min Tanaka – bezdomny
- Wim Wenders – klient w sklepie z kasetami[5]

## Produkcja
W czasie pandemii COVID-19 Wenders bardzo zatęsknił za Japonią. Niedługo po złagodzeniu środków ostrożności związanych z pandemią Wenders został zaproszony do Tokio przez Koji Yanai w celu obserwacji Tokyo Toilet Project – projektu, w ramach którego 16 twórców z całego świata pomogło zaprojektować toalety publiczne, rozmieszczone w 17 lokalizacjach w Shibuya. Wendersowi zaproponowano nakręcenie jednego lub kilku filmów krótkometrażowych o tych obiektach, ale reżyser zdecydował się na pełnometrażowy film fabularny.

## Ścieżka dźwiękowa
Jednym z motywów w filmie jest muzyka słuchana przez głównego bohatera z kaset magnetofonowych. Opisując sposób, w jaki główny bohater wybiera muzykę, której będzie słuchał, Wenders powiedział Być może kurczowo trzyma się przeszłości. Ale też trochę trzyma się swojej młodości i kocha tę muzykę. Rano wybiera, czego dokładnie będzie słuchał tego dnia. I to nie jest przypadkowe. Wenders wskazał również, że ważnym głosem w filmie jest Lou Reed, Ninę Simone z kolei określił jako jedną z najważniejszych postaci w swoim życiu.
Na potrzeby filmu Patrick Watson skomponował specjalną wersję piosenki Lou Reeda "Perfect Day". Artysta był zachwycony filmem i zaszczycony możliwością skomponowania utworu do niego. Cieszyło go również, że może skomponować cover jednego ze swoich ulubionych utworów. Jego wersja nosi nazwę "Perfect Day (Komorebi version)". 
| Tytuł                                           | Artista/Artystka       | Rok  |
| ----------------------------------------------- | ---------------------- | ---- |
| "The House of the Rising Sun"                   | The Animals            | 1964 |
| "Pale Blue Eyes"                                | The Velvet Underground | 1969 |
| "(Sittin' On) The Dock of the Bay"              | Otis Redding           | 1968 |
| "Redondo Beach"                                 | Patti Smith            | 1975 |
| "(Walkin' Thru The) Sleepy City"                | The Rolling Stones     | 1964 |
| "Perfect Day"                                   | Lou Reed               | 1972 |
| "Aoi Sakana"                                    | Sachiko Kanenobu       | 1972 |
| "Sunny Afternoon"                               | The Kinks              | 1966 |
| "The House of the Rising Sun" (wersja japońska) | Maki Asakawa           | 1972 |
| "Brown Eyed Girl"                               | Van Morrison           | 1967 |
| "Feeling Good"                                  | Nina Simone            | 1965 |
| "Perfect Day" (wersja komorebi)                 | Patrick Watson         | 2024 |